# Ottonville
Ottonville település Franciaországban, Moselle megyében. Lakosainak száma 455 fő (2022. január 1.). Ottonville Bettange, Boulay-Moselle, Coume, Denting, Éblange, Roupeldange, Téterchen, Valmunster és Velving községekkel határos.

## Népesség
A település népességének változása:
| Lakosok száma | 352  | 364  | 339  | 395  | 417  | 429  | 445  | 442  | 438  | 455  |
|               | 1968 | 1982 | 1990 | 2006 | 2013 | 2015 | 2017 | 2019 | 2020 | 2022 |